# Đổng Hân
Đổng Hân (chữ Hán: 董訢, ? - ?), người Đổ Hương thuộc huyện Diệp, quận Nam Dương, Kinh Châu , một trong các thủ lĩnh quân phiệt tại quận Nam Dương đầu đời Đông Hán.

## Sự nghiệp
Không rõ thân thế của Đổng Hân, chỉ biết vào năm Kiến Vũ thứ 2 (26), ông nổi dậy ở Uyển Thành, bắt giữ Nam Dương thái thú Lưu Lân. Tướng Hán là Dương Hóa tướng quân Kiên Đàm, Hữu tướng quân Vạn Tu tấn công Uyển Thành, Hân thua chạy về Đổ Hương. Khi ấy Đặng Phụng bất bình với Ngô Hán, nổi dậy ở Dục Dương, Hân bèn liên kết với Phụng, 2 mặt nam – bắc cùng tấn công Uyển Thành. Bấy giờ Vạn Tu bệnh mất, Kiên Đàm đơn độc cố thủ Uyển Thành.
Tháng 11 ÂL cùng năm, Chinh nam tướng quân Sầm Bành soái 8 viên đại tướng tiến đánh Hân, Phụng đưa quân đến cứu. Quân đội của Phụng vốn là tinh binh Nam Dương, khiến bọn Sầm Bành phải khổ chiến. Tháng 3 ÂL năm sau (27), Hán Quang Vũ đế thân chinh, Hân điều quân đón đánh, bị Sầm Bành đánh tan ở huyện Diệp . Quang Vũ đế đến được Đổ Hương, Phụng trốn về Dục Dương, Hân ra hàng.
Không rõ kết cục sau này của Đổng Hân ra sao.